# Escuela Europea

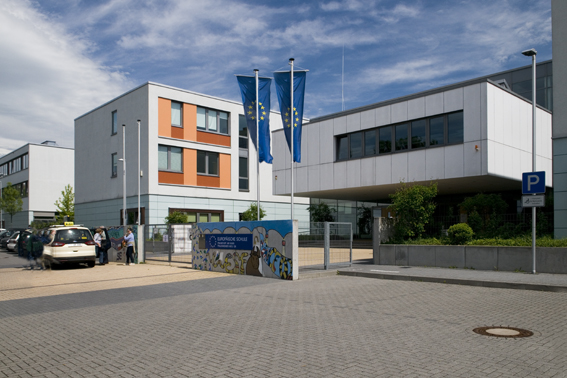
Escuela Europea de Fráncfort.

Las Escuelas Europeas (de nombre oficial, común en todas las lenguas, Schola Europaea en latín) son centros educativos cuya función es proporcionar una enseñanza completa en su lengua materna a los hijos del personal, en general en situación de expatriados, de las instituciones de la Unión Europea. La enseñanza se extiende desde los 4 a los 18 años, en tres etapas educativas: maternal, primaria y secundaria en un entorno de coeducación de los alumnos de diversas lenguas y nacionalidades. Se han creado escuelas europeas en ciudades donde hay instituciones de la Unión Europea con suficiente personal. En función de la disponibilidad de plazas, se pueden inscribir también cualquier tipo de alumno sin restricciones: hijos del personal de otros organismos internacionales, embajadas o de cualquier persona interesada, y estos alumnos acceden mediante el abono de la matrícula correspondiente.

## Organización de los ciclos de enseñanza
La estructura de la enseñanza está organizada en un primer ciclo de maternal que dura dos cursos, un ciclo de enseñanza primaria de cinco cursos y el ciclo de enseñanza secundaria que dura siete cursos. Al final del último año se realizan las pruebas del Bachillerato Europeo.

## Características originales de las Escuelas Europeas
La originalidad de la enseñanza en las escuelas europeas consiste en los siguientes aspectos:
- Durante el ciclo de enseñanza primaria la enseñanza se imparte en la lengua materna, siempre que sea posible en función del número de alumnos. La lengua materna debe ser una de las oficiales en la Unión Europea. También se imparte una segunda lengua (llamada L2) a elegir entre las tres siguientes: alemán, francés e inglés, desde la enseñanza primaria. Esta segunda lengua se denomina "vehicular". Durante el ciclo de secundaria, una parte de las materias se imparte en esta segunda lengua. Además se estudia una tercera lengua y es posible estudiar también una cuarta e incluso una quinta lenguas suplementarias como opciones.

- los alumnos se educan en escuelas en las que las diferentes secciones lingüísticas comparten espacios y actividades comunes como el recreo, el comedor, la cantina, las excursiones y las actividades extraescolares. La clases de enseñanza se organizan según la lengua en que se aprende la materia y no según la lengua materna. La convivencia cultural es por tanto natural en todas las edades.  La lengua 2 se aprende en el ciclo de enseñanza primaria y secundaria en clases donde los alumnos están agrupados por la materia y no por su lengua madre, de manera que se estimula el uso natural de la lengua de estudio.  En la etapa de primaria la lengua 2 se aprende en general con alumnos de la misma lengua materna, en la medida de lo posible.

- los alumnos siguen una enseñanza armonizada según un programa común en todas las secciones lingüísticas. Los departamentos de profesores están formados por profesores de cada disciplina (matemáticas, química, latín, etc.) que imparten cada disciplina en las diversas lenguas en cada sección lingüística.

- en la etapa de primaria, una materia especial denominada horas europeas reúne a alumnos de todas las nacionalidades de un mismo curso trabajando en actividades comunes. Las clases donde la importancia de la lengua es menor, como por ejemplo la educación física, se realizan con profesores que utilizan las lenguas vehiculares.

- la formación en la Escuela Europea culmina en el diploma de Bachillerato Europeo, reconocido por todos los Estados miembros de la Unión Europea.

## El Consejo Superior de las Escuelas Europeas
Las Escuelas Europeas están dirigidas por un organismo intergubernamental, el Consejo Superior de las Escuelas Europeas, creado por el tratado internacional denominado la Convención de las Escuelas Europeas, firmado por los 27 Estados miembros de la Unión Europea. El sistema se financia por los Estados miembros de la Unión Europea, la Comisión Europea y las matrículas de los alumnos admitidos a título privado. En líneas generales el Estado Miembro donde se construye una Escuela Europea aporta la infraestructura física, ya que de todas maneras estaría obligado a proporcionar acceso a su sistema de enseñanza obligatorio a nacionales de otros Estados miembros residentes en el Estado Miembro de acogida.  El profesorado lo aporta cada Estado Miembro (de una manera similar a como España provee de profesores a sus Institutos y Colegios dependientes del Ministerio de Educación en el exterior), mientras que los costes de funcionamiento, diferentes del transporte escolar, el comedor y las actividades escolares se cubre con las aportaciones de los alumnos que pagan la matrícula y en su mayor parte con la aportación directa de la Comisión Europea.

## Escuelas Europeas existentes
La primera Escuela Europea se creó en Luxemburgo en octubre de 1953 por iniciativa del propio personal de las instituciones comunitarias. Actualmente hay catorce escuelas europeas en las siguientes localidades: Alicante, Bruselas I (Uccle), Bruselas II (Woluwé), Bruselas III (Ixelles), Bruselas IV (Laeken), Fráncfort, Mol, Bergen, Karlsruhe, Múnich, Varese, Culham, Luxemburgo I y Luxemburgo II, localizadas en siete países (Alemania, Bélgica, España, Gran Bretaña, Holanda, Italia, y Luxemburgo) que educan a unos 20.000 alumnos.
Todas las escuelas europeas tienen secciones lingüísticas en las tres lenguas vehiculares como mínimo, es decir: inglés, francés y alemán, a las que se añaden entre una y cinco secciones de lenguas adicionales.
Existe sección lingüística en español en las siguientes escuelas: Bruselas I, Bruselas III, Fráncfort, Luxemburgo I, Múnich y Alicante.

## Papel de las Asociaciones de Padres
Las Asociaciones de Padres además de su papel normal de representar los intereses de los padres de los alumnos, desempeñan un papel particular directo puesto que gestionan directamente ciertos servicios importantes como el transporte escolar, el comedor y las actividades extraescolares.

## Historia
La primera Escuela Europea se estableció en Luxemburgo en octubre de 1953 mediante la firma de una convención entre los seis Estados miembros a partir de una iniciativa de un grupo de empleados de la Comunidad del Carbón y del Acero y con el apoyo de las instituciones europeas y del gobierno de Luxemburgo.
La experiencia educativa consistente en mezclar niños de diferentes nacionalidades y lengua materna y como experimento de armonización de los sistemas de enseñanza de los países miembros pronto mostró sus cualidades con la participación de los Ministerios de Educación de los seis diferentes países en el establecimiento de los programas comunes de las asignaturas, el proporcionar el profesorado y en el diseño del procedimiento de evaluación y de los requisitos para la obtención del título de Bachillerato Europeo. Los primeros estudiantes que obtuvieron el título de Bachillerato Europeo lo hicieron en julio de 1959.
El éxito de esta experiencia pionera de educación conjunta animó a la Comisión Europea y al Euratom a fundar otras Escuelas Europeas en sus sedes respectivas. Las Escuelas Europeas se han establecido por tanto en las localidades donde hay instituciones europeas con número de personal suficiente. En 2005 estaban inscritos en las Escuelas Europeas más de 20.000 alumnos.
Cronología de la apertura de las Escuelas Europeas:
| Escuela                         | País         | Año de apertura |
| ------------------------------- | ------------ | --------------- |
| Luxemburgo I (Kirchberg)        | Luxemburgo   | 1953            |
| Bruselas I (Uccle)              | Bélgica      | 1958            |
| Mol                             | Bélgica      | 1960            |
| Varese                          | Italia       | 1960            |
| Karlsruhe                       | Alemania     | 1962            |
| Bergen                          | Países Bajos | 1963            |
| Bruselas II (Woluwé)            | Bélgica      | 1974            |
| Múnich                          | Alemania     | 1977            |
| Culham                          | Reino Unido  | 1978            |
| Bruselas III (Ixelles)          | Bélgica      | 1999            |
| Fráncfort                       | Alemania     | 2002            |
| Alicante                        | España       | 2002            |
| Bruselas IV (Laeken)            | Bélgica      | 2006            |
| Luxemburgo II (Bertrange/Mamer) | Luxemburgo   | 2012            |
| Estrasburgo (escuela asociada)  | Francia      | 2008            |

## Objetivos de las Escuelas Europeas
En la primera piedra de cada Escuela Europea se deposita un pergamino con el texto siguiente:

"Educados en contacto mutuo, liberados desde la infancia de los prejuicios que dividen, iniciados en la belleza y los valores de las distintas culturas, al ir creciendo tomarán conciencia de su solidaridad. Sin olvidar el amor y el orgullo de su patria, se convertirán en Europeos de espíritu, preparados para finalizar y consolidar la obra emprendida por sus padres para el advenimiento de una Europa unida y próspera".

(Jean Monnet, 1953)

## Exalumnos
- Dick Annegarn (Escuela Europea de Bruselas I - sección holando-belga).
- Florian Henckel von Donnersmarck (Escuela Europea de Bruselas I - sección alemana).
- Boris Johnson (Escuela Europea de Bruselas I - sección inglesa).
- Viktor Lazlo (Escuela Europea de Mol).
- Brian Molko (Escuela Europea de Luxemburgo I - sección inglesa).
- Ursula von der Leyen (Escuela Europea de Bruselas I).
- Juan Becerra Acosta (Escuela Europea de Bruselas I)